# 孙慎 (作曲家)
孙慎（1916年1月6日—2021年3月4日），原名孙立成，曾用名孙家模、孙学毅等，男，浙江镇海人，中國大陸作曲家、音乐活动家。

## 生平
1916年1月生于浙江省镇海县。1935年加入中国左翼作家联盟，是音乐作曲方面的重要成员之一。1945年，任昆明新中国剧社音乐指挥。1946年，与李凌共同主持上海中华音乐院，并任上海《新音乐》主编。
解放后，历任《歌曲》主编，音乐出版社总编辑，《人民音乐》主编，文化部艺术局音乐处处长，人民音乐出版社社长，并长期担任中国音乐家协会副秘书长、秘书长、副主席、书记处书记等职。
2021年3月4日7时08分在北京协和医院逝世。

## 作品

### 歌曲
《救亡进行曲》、《大家看》、《前进》、《摇篮歌》、《缉私歌》、《游击歌》、《春耕歌》、《募寒衣》、《讨汪歌》、《模范游击队》。

### 儿童歌曲
《我们是民族小英豪》、《向太阳》、《我们反对这个》、《民主是哪样》。